# Дани Власотинца
Дани Власотинца је вишедневна манифестација која се обележава током маја месеца поводом градске славе Пренос моштију Св. оца Николаја (22. мај). Манифестација је различитог карактера.
По служењу Свете литургије у Цркви Сошествија Светог Духа, креће литија до општинског крста где се свечано обавља резање славског колача. У склопу манифестације организују се изложбе, књижевне вечери, концерти, (фоклор, градски оркестар..).
Саму организацију ради Kултурни центар у сарадњи са другим институцијама културе.